# Грифони Санкт Петербург
Грифони Санкт Петербург су клуб америчког фудбала из Санкт Петербурга у Русији. Основани су 2009. године и своје утакмице играју на помоћном стадиону ФК Зенита. Такмиче се тренутно у највишем рангу у руској лиги РЛАФ, и Лиги шампиона.